# Ascetoderes moestus
Ascetoderes moestus is een keversoort uit de familie knotshoutkevers (Bothrideridae). De wetenschappelijke naam van de soort werd in 1876 gepubliceerd door David Sharp.